# Uxío Novoneyra
Eugenio Novo Neira alias Uxío Novoneyra, né à Folgoso do Courel (Galice - Espagne) le 19 janvier 1930, mort à Saint-Jacques-de-Compostelle le 30 octobre 1999, est un poète et écrivain en langue galicienne.

## Biographie
Il est le fils d’une famille de paysans. Il commence à écrire de la poésie tandis qu'il étudie en vue du baccalauréat à Lugo. Puis il part à Madrid pour étudier la philosophie et les lettres. En 1951, il rentre en Galice et commence à publier en galicien. En 1962, il se marie avec Elva Rey, ils ont ensemble trois enfants. En 1983 il s'installe définitivement à Saint-Jacques-de-Compostelle, où il travaille pour l'Association des écrivains en langue galicienne jusqu’à sa mort en 1999.

## Parcours littéraire et politique
En 1955, il publie  Os Eidos, recueil de poèmes qui entame un cycle poétique continué avec Os Eidos 2. Letania de Galicia e outros poemas en 1974. En 1979 il a publié Poemas caligráficos (Poèmes calligraphiques), avec un prologue et des illustrations de Reimundo Patiño (es). Ces textes sont écrits dans la mouvance du mouvement Brais Pinto.
Dans ses textes, Novoneyra explicite son compromis nationaliste et marxiste, sans renoncer à se préoccuper à aucun moment de la forme poétique et du langage. Formellement il recherchait le meilleur résultat visuel et surtout sonore pour les textes (ayant recours pour ce faire au phonosymbolisme, à l'usage de  dialectismes et vulgarismes, les silences, le symbolisme graphique, etc.). Le peu de mots qu'il utilise prétendent évoquer de façon magique le monde dans lequel l'homme est immergé, désignant les choses pour qu'elles apparaissent devant nous.

### Hommages
La Journée des lettres galiciennes lui est consacrée pour l'année 2010. L'Académie royale galicienne (Real Academia Galega ou RAG)  retient son élection  à l'unanimité (moins un vote blanc) par rapport aux autres propositions de Carvalho Calero et Lois Pereiro.

## Livres
- Os eidos (1955), Vigo, Edicións Xerais de Galicia,  (ISBN 84-7507-455-3)
- Os eidos 2. Letanía de Galicia e outros poemas (1974) , Vigo Ed. Galaxia   (ISBN 84-7154-221-8)
- Poemas caligráficos (1979) Madrid, Brais Pinto,  (ISBN 84-85171-05-5)
- Libro do Courel (1981)
- Muller pra lonxe (1987) Lugo,  (ISBN 84-505-4535-8)
- Do Courel a Compostela 1956-1986 (1988) Santiago de Compostela, Sotelo Blanco   (ISBN 84-86021-80-4)
- O cubil de Xabarín (1990) Madrid, Edlevives   (ISBN 84-263-1956-4)
- Tempo de elexía (1991) Oleiros,  Vía Láctea   (ISBN 84-86531-58-6)
- Gorgorín e Cabezón (1992) Madrid, Edelvives,  (ISBN 84-263-2170-4)
- Poemas de doada certeza i este brillo premido entre as pálpebras (1994) La Corogne, Espiral Maior   (ISBN 84-88137-39-7)
- Betanzos: Poema dos Caneiros e Estampas (1998)
- Dos soños teimosos Noitarenga (1998) Santiago de compostela, Noitarenga,  (ISBN 84-921096-5-3)
- Ilda, o lobo, o corzo e o xabarín (1998) Zaragoza, Edelvives,  (ISBN 84-263-3727-9)
- Arrodeos e desvíos do Camiño de Santiago e outras rotas (1999) La Corogne, Hércules Ediciones,  (ISBN 84-453-2306-7)